# ガリ (アブハジア)
ガリ（グルジア語: გალი、英: Gali）は、南コーカサスのジョージア西部で事実上独立状態にあるアブハジアの都市。アブハズ語名はガル (Гал)。同名の地区の中心地でもある。
アブハジアの中心都市、スフミから南東へ77kmほど行ったジョージアの実効支配地域との境にある。中世にはサムルザカノ公国の中心都市だった。人口はおよそ7000人で、主にカルトヴェリ人とミングレル人で構成される。1992年から93年にかけてのアブハジア紛争で多数のミングレル人がこの地を去ったが、2003年の国勢調査結果ではグルジア人(ミングレル人含)が人口の96.8%を占め、アブハジア人住民の割合は依然として低い。ジョージア実効支配地域の近くに位置するため、紛争終結後も何回か戦闘が起きた。2009年に国連の偵察ミッションでロシアが拒否権を発動するまでは、国連の防護圏内にあった。
ジョージアの首都トビリシとスフミとを結ぶアブハジアの大動脈が北西から南東にかけて通り、それに沿ってアブハジア鉄道本線も走る。

## 出身有名人
- テムリ・ケツバイア（1968年 – ） サッカーコーチ、元サッカー選手
- バードゥル・ジャバヴァ（1983年 – ） チェス選手